# 永野賢
永野 賢（ながの まさる、1922年3月5日 - 2000年10月3日）は、日本の国語学者。山本有三研究家、東京学芸大学名誉教授。

## 人物
千葉県生まれ。1944年に東京帝国大学国文科を卒業。同国語研究室副手、同大学院特別研究生、1949年に国立国語研究所所員、1966年頃に東京学芸大学助教授、のち教授。1985年に定年退官、名誉教授。山本有三は妻の父である。

## 業績
国語教育、文法、国語学史などの研究をおこない、1980年から「山本有三評伝」を『解釈と鑑賞』に連載し、1983年に完結。1987年『山本有三正伝 上』を刊行したが、「下」は未完に終わった。
1953年に論文「表現文法の問題：複合辞の認定について」を『金田一博士古稀記念言語民族論』に寄稿、「複合辞」という概念を提起し、学界の関心を寄せた。そのあと、「からには」、「かと思うと」のような幾つかの語が1つのまとまりになって「付属語」的な機能を果たす膨大な表現群が注目されるようになり、多くの研究成果を生み出した。

## 著書

### 単著
- 中学生のためのことばの教室 宝文館 1956
- 学校文法概説 朝倉書店 1958
- 学校文法文章論 読解・作文指導の基本的方法 朝倉書店 1959
- 実践学校文法 明治図書出版 1961 (国語教育新書)
- にっぽん語考現学 明治書院 1965
- 国語の素養 共文社 1966
- 日本人の日本語 共文社 1968
- 悪文の自己診断と治療の実際 至文堂 1969
- にっぽん語風俗学 明治書院 1969
- 伝達論にもとづく日本語文法の研究 東京堂出版 1970
- 文章論詳説 文法論的考察 朝倉書店 1972
- ことばの風俗誌 女性と金に関する六十一章 教育出版 1978.3
- 漢字を食べる本 舌つづみの雑学クイズ 大陸書房 1981.12 のち文庫
- 文章論総説 文法論的考察 朝倉書店 1986.5
- 国語教育における文章論 共文社 1986.6
- 山本有三正伝 上巻 未来社 1987.7
- 若い教師のための文章論入門 明治図書出版 1990.5 (教育新書)
- 文法研究史と文法教育 明治書院 1991.12
- 感動中心の文学教育批判 文法論的文章論の役割 明治図書出版 1998.7

### 共編著
- 戦後の国民各層の文字生活 高橋太郎、渡辺友左 国立国語研究所 1966 (国立国語研究所報告)
- 講座正しい日本語 全6巻 森岡健二、宮地裕共編 明治書院 1970-1971
- 言語事項用語辞典 学習指導要領 市川孝共著 教育出版 1979.9
- 学習国語辞典 第2版 保育社 1980.2
- 文章論で国語の授業を変えよう 大熊徹共編著 明治図書出版 1991.6 (教育新書)